# Robert Blake (skådespelare)

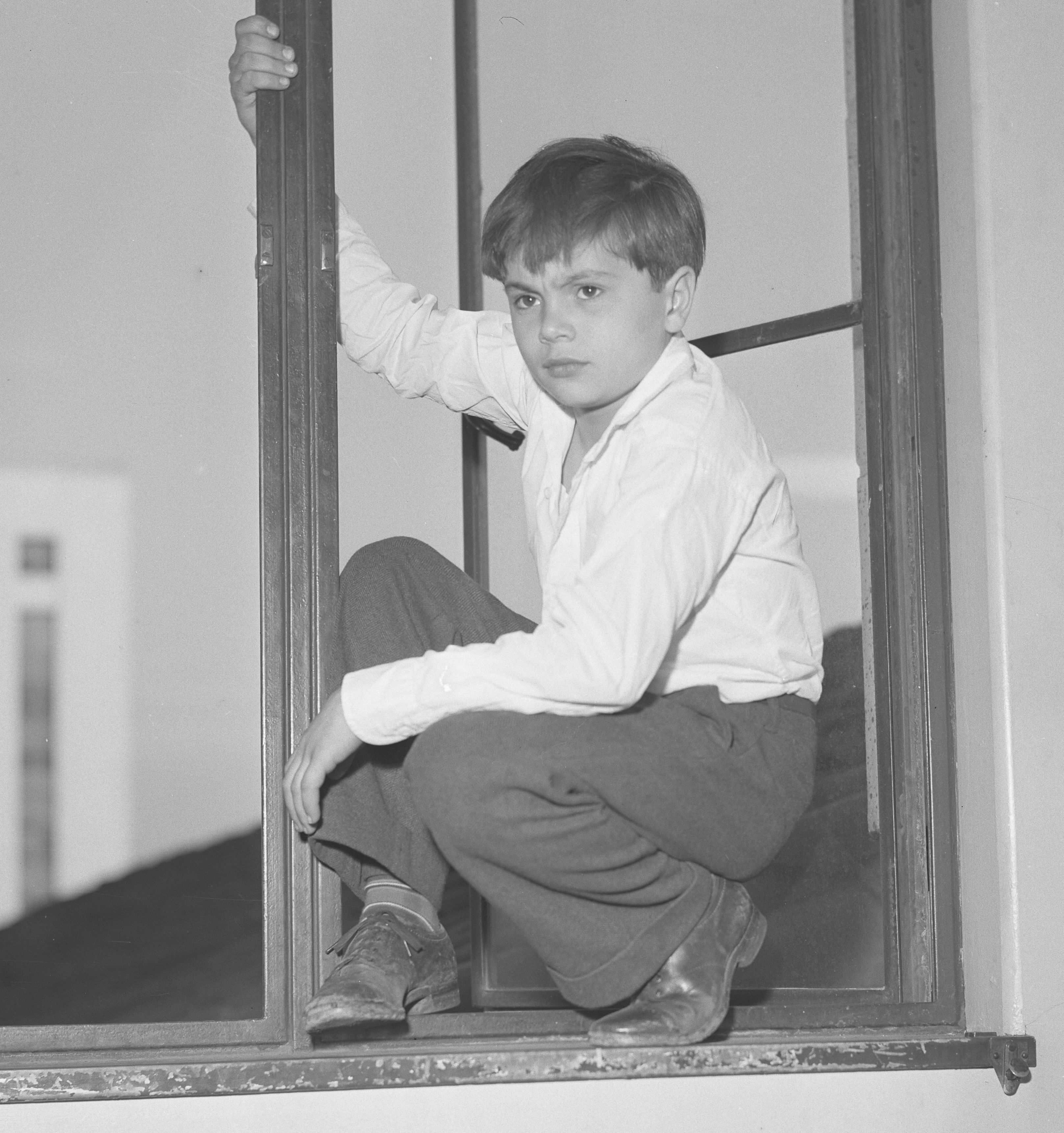
Robert Blake 1944.

Robert Blake, ursprungligen Michael Gubitosi, född 18 september 1933 i Nutley i Essex County, New Jersey, död 9 mars 2023 i Los Angeles, Kalifornien, var en amerikansk skådespelare. Blake började som barnskådespelare 1940 i Vårat gäng. Han är kanske mest känd som huvudpersonen i 70-talsdeckaren Baretta.
I april 2002 åtalades Robert Blake för mordet på sin andra hustru Bonnie Lee Bakely den 4 maj 2001. Den 16 mars 2005 frikändes han från brottet. Han fälldes dock i ett civilrättsligt mål och dömdes att betala skadestånd till hustruns barn på 30 miljoner dollar. Därefter gifte han sig en tredje gång.

## Filmografi (urval)
- 1944 – Kvinnan i fönstret (ej krediterad)
- 1948 – Sierra Madres skatt (ej krediterad)
- 1965 – Mannen från Nasaret
- 1966 – Min kropp är fördömd
- 1967 – Med kallt blod
- 1975–1978 – Baretta (TV-serie) (82 avsnitt)
- 1981 – Möss och människor (TV-film)
- 1995 – Money Train
- 1997 – Lost Highway